# Alive at Red Rocks
«Alive at Red Rocks» — живий DVD та бонусний CD американського гурту Incubus. Його було записано в Ред-Рокс, Колорадо 26 липня 2004 року. Це перший DVD, що показує нового басиста Бена Кенні (заміна Дірка Ланса). Це також перший DVD, в якому Майк Ейнзігер використовує Родес-піано у виконаннях «Here in My Room» (укр. Тут, у моїй кімнаті) і «Drive».
Бонусний CD містить п'ять попередньо невипущених треків. Одним є популярна жива пісня «Pantomime» (укр. Пантоміма), яку було записано для «A Crow Left of the Murder...», але зрештою залишено. Також було випущено «Monuments and Melodies» (укр. Монументи та мелодії) — сторону Б синглу «Megalomaniac» та японський бонусний трек «A Crow Left of the Murder…» (укр. Ворона залишає вбивство). Було включено нову версію пісні під назвою «Follow» (попередня версія була рухом від «The Odyssey» (укр. Одіссей), представлену в «Halo 2 Original Soundtrack»). Нарешті, на CD є живі виконання пісень «Circles» (укр. Кола) та «Are You In».

## Список треків DVD
| #   | Назва                                                                                      | Тривалість |
| --- | ------------------------------------------------------------------------------------------ | ---------- |
| 1.  | «Megalomaniac»                                                                             |            |
| 2.  | «Nice To Know You»                                                                         |            |
| 3.  | «Idiot Box»                                                                                |            |
| 4.  | «Just A Phase»                                                                             |            |
| 5.  | «Priceless»                                                                                |            |
| 6.  | «Beware! Criminal»                                                                         |            |
| 7.  | «Wish You Were Here»                                                                       |            |
| 8.  | «Here In My Room»                                                                          |            |
| 9.  | «Drive»                                                                                    |            |
| 10. | «Vitamin» (містить «Everything in Ebb» — частину «4th Movement of The Odyssey» із текстом) |            |
| 11. | «Pistola»                                                                                  |            |
| 12. | «Stellar» (містить частину «De Do Do Do, De Da Da Da» The Police)                          |            |
| 13. | «Made For TV Movie»                                                                        |            |
| 14. | «Talk Shows on Mute»                                                                       |            |
| 15. | «Sick Sad Little World»                                                                    |            |
| 16. | «A Certain Shade of Green»                                                                 |            |
| 17. | «Pantomime»                                                                                |            |
| 18. | «The Warmth»                                                                               |            |
| 19. | «Pardon Me»                                                                                |            |

## Список треків CD
| #     | Назва                                                           | Тривалість |
| ----- | --------------------------------------------------------------- | ---------- |
| 1.    | «Pantomime» (студійна версія)                                   | 3:54       |
| 2.    | «Follow» (вокальна версія першого руху «The Odyssey (Incubus)») | 3:35       |
| 3.    | «Monuments and Melodies»                                        | 5:05       |
| 4.    | «Are You In?» (жива)                                            | 4:30       |
| 5.    | «Circles» (жива)                                                | 4:52       |
| 21:56 |                                                                 |            |

## Склад гурту
- Брендон Бойд[en] — провідний вокал, ритм-гітара, ударні
- Майкл Ейнзігер[en] — соло-гітара, Родес-піано, бек-вокал
- Хосе Пасіллас — барабани, ударні
- Кріс Кілмор — фонограф, терменвокс
- Бен Кенні[en] — бас-гітара, бек-вокал, барабани, ударні